# ジム・プライス (ミュージシャン)
ジム・プライス（Jim Price、1945年7月25日 - ）は、アメリカのセッション・ミュージシャン。1970年から1973年まで、ローリング・ストーンズのツアーに同行し、1972年のアメリカ・ツアーも含め、精力的に活動した。アルバム『スティッキー・フィンガーズ』、『メイン・ストリートのならず者』、『山羊の頭のスープ』に参加している。1968年9月から1969年2月までは、新たなバッファロー・スプリングフィールドで演奏した。また、デラニー&ボニー・アンド・フレンズ、ジョー・コッカーズ・マッド・ドッグス&イングリッシュメン、エリック・クラプトンともツアーやレコーディングを行った。ハリー・ニルソンの『ニルソン・シュミルソン』にも数曲参加している。コッカーのアルバム『ユー・アー・ソー・ビューティフル（I Can Stand a Little Rain）』のプロデュースも手掛けており、このアルバムには「You Are So Beautiful」（ビリー・プレストン作詞、プライスがコッカーのためにアレンジを担当）が収録されている。

## 略歴
プライスはロサンゼルス周辺でトロンボーンとトランペットを演奏するセッション・ミュージシャンとして活動していた。デラニー&ボニーのアルバム『オリジナル・デラニー&ボニー』（1969年）での作曲をきっかけに、バンドとのツアーに同行するようになった。その後、エリック・クラプトンのソロ・アルバム『エリック・クラプトン・ソロ』（1970年）に参加。同年、ジョージ・ハリスンとは『オール・シングス・マスト・パス』、ジョー・コッカーとは『マッド・ドッグス&イングリッシュメン』を一緒に手掛けた。翌年には、バーブラ・ストライサンドのアルバム『バーブラ・ジョーン・ストライサンド』に参加。この時期、音楽プロデューサーとしても活動をするようになった。また、1980年代から1990年代にかけて、プライスは数多くの映画音楽、テレビ番組やCMの音楽を作曲している。

## プライスによるプロデュース・アルバム
- ジム・プライス : 『キッズ・ナワデイズ・エイント・ガット・ノー・シェイム』 - Kids Nowadays Ain't Got No Shame (1971年、A&M)
- ジム・プライス : Sundego's Traveling Orchestra (1972年、ABC Dunhill)
- ジェニア・レイヴン : 『ゼイ・ラヴ・ミー / ゼイ・ラヴ・ミー・ノット』 - They Love Me, They Love Me Not (1973年、ABC Dunhill)
- ジム・プライス : In The Presence Of The Lord (1974年、MCA) ※All Occasion Brass Band名義
- ジョー・コッカー : 『ユー・アー・ソー・ビューティフル』 - I Can Stand a Little Rain (1974年、A&M)
- ジョー・コッカー : 『ジャマイカ・セイ・ユー・ウィル』 - Jamaica Say You Will (1975年、A&M)
- ウェイン・ショーター : 『ネイティヴ・ダンサー』 - Native Dancer (1975年、CBS)
- ジェニファー・ウォーンズ : 『ジェニファー・ウォーンズ』 - Jennifer Warnes (1976年、Arista)
- KGB : 『KGB』 - KGB (1976年、MCA)
- デヴィッド・ブロムバーグ : 『向う見ず』 - Reckless Abandon (1977年、Fantasy)
- ミルトン・ナシメント : 『ジャーニー・トゥ・ドーン』 - Journey to Dawn (1979年、A&M)

## テレビ・映画音楽
プライスは、ABCの子供向け週末スペシャル番組（Asselin Productions）の音楽を担当。また、SHO Films制作の『City Limits』の音楽も編曲、指揮、プロデュースを担当した。
プライスは、MHE制作の『Heated Vengeance』の音楽も作曲、編曲、指揮、プロデュースしている。さらに、ABCの2時間スペシャル番組『All-Star Pro Sports Awards』の作曲・音楽監督も務めた。さらに、MPCA制作の長編映画『Hangfire』の音楽も作曲、編曲、プロデュースした。